# Liste der Auszeichnungen von Lainey Wilson

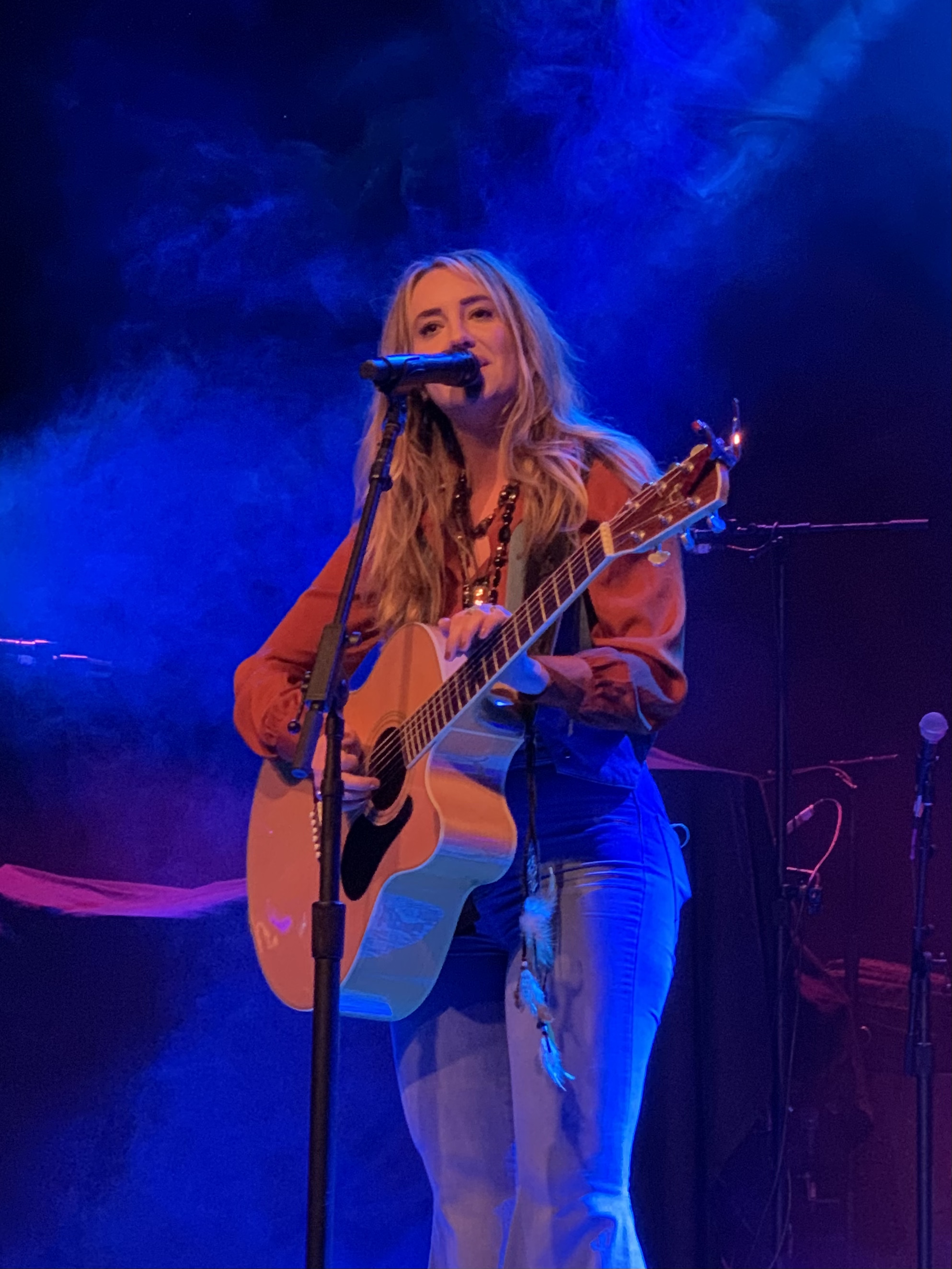
Lainey Wilson (2020)

Die Liste ist eine Übersicht über die Auszeichnungen und Nominierungen der US-amerikanischen Sängerin Lainey Wilson. Gelistet werden sowohl Nominierungen und Auszeichnungen bei Preisverleihungen.

## Auszeichnungen

### Academy of Country Music Awards
Die Academy of Country Music Awards werden seit 1966 von der Academy of Country Music vergeben. Lainey Wilson erhielt 14 Preise bei 19 Nominierungen.
| Jahr | Kategorie                     | für                           | Resultat  |
| ---- | ----------------------------- | ----------------------------- | --------- |
| 2022 | Song of the Year              | Things a Man Oughta Know      | Gewonnen  |
| 2022 | New Female Artist of the Year | Lainey Wilson                 | Gewonnen  |
| 2023 | Female Arist of the Year      | Lainey Wilson                 | Gewonnen  |
| 2023 | Album of the Year             | Bell Bottom Country           | Gewonnen  |
| 2023 | Music Event of the Year       | Wait in the Truck (mit Hardy) | Gewonnen  |
| 2023 | Visual Media of the Year      | Wait in the Truck (mit Hardy) | Gewonnen  |
| 2023 | ACM Film Award                | Yellowstone                   | Gewonnen  |
| 2023 | Single of the Year            | Heart Like a Truck            | Nominiert |
| 2023 | Song of the Year              | Wait in the Truck (mit Hardy) | Nominiert |
| 2024 | Entertainer of the Year       | Lainey Wilson                 | Gewonnen  |
| 2024 | Female Artist of the Year     | Lainey Wilson                 | Gewonnen  |
| 2024 | Song of the Year              | Heart Like a Truck            | Nominiert |
| 2024 | Music Event of the Year       | Save Me (mit Jelly Roll)      | Gewonnen  |
| 2025 | Entertainer of the Year       | Lainey Wilson                 | Gewonnen  |
| 2025 | Female Artist of the Year     | Lainey Wilson                 | Gewonnen  |
| 2025 | Album of the Year             | Whirlwind                     | Gewonnen  |
| 2025 | Song of the Year              | 4x4xU                         | Nominiert |
| 2025 | Visual Media of the Year      | 4x4xU                         | Nominiert |
| 2025 | Artist-Songwriter of the Year | Lainey Wilson                 | Gewonnen  |

### American Music Awards
Die American Music Awards werden seit 1973 vergeben. Die Preisverleihung wird von der Firma Media Rights Capital produziert. Lainey Wilson erhielt eine Nominierung.
| Jahr | Kategorie                      | für           | Resultat   |
| ---- | ------------------------------ | ------------- | ---------- |
| 2025 | Favorite Female Country Artist | Lainey Wilson | Ausstehend |

### Billboard Music Awards
Die Billboard Music Awards werden seit 1990 von der Fachzeitschrift Billboard vergeben. Lainey Wilson erhielt zwei Nominierungen.
| Jahr | Kategorie                 | für           | Resultat  |
| ---- | ------------------------- | ------------- | --------- |
| 2023 | Top Country Female Artist | Lainey Wilson | Nominiert |
| 2024 | Top Country Female Artist | Lainey Wilson | Nominiert |

### CMT Music Awards
Die CMT Music Awards werden seit 1967 vom TV-Sender Country Music Television vergeben. Lainey Wilson erhielt eine Auszeichnung bei sechs Nominierungen.
| Jahr | Kategorie                                 | für                                                        | Resultat  |
| ---- | ----------------------------------------- | ---------------------------------------------------------- | --------- |
| 2021 | Breakthrough Video of the Year            | Things a Man Oughta Know                                   | Nominiert |
| 2022 | Video of the Year                         | Never Say Never (mit Cole Swindell)                        | Nominiert |
| 2022 | CMT Digital-First Performance of the Year | Things a Man Oughta Know                                   | Nominiert |
| 2024 | Video of the Year                         | Watermelon Moonshine                                       | Nominiert |
| 2024 | Female Video of the Year                  | Watermelon Moonshine                                       | Gewonnen  |
| 2024 | Collaborative Video of the Year           | More Than Friends (mit Lukas Nelson & Promise of the Real) | Nominiert |

### Country Music Association Awards
Die Country Music Association Awards werden seit 1967 von der Country Music Association vergeben. Lainey Wilson erhielt neun Auszeichnungen bei 19 Nominierungen.
| Jahr | Kategorie                   | für                                 | Resultat  |
| ---- | --------------------------- | ----------------------------------- | --------- |
| 2022 | Female Vocalist of the Year | Lainey Wilson                       | Gewonnen  |
| 2022 | New Artist of the Year      | Lainey Wilson                       | Gewonnen  |
| 2022 | Album of the Year           | Sayin’ What I’m Thinking            | Nominiert |
| 2022 | Song of the Year            | Things a Man Oughta Know            | Nominiert |
| 2022 | Video of the Year           | Never Say Never (mit Cole Swindell) | Nominiert |
| 2022 | Musical Event of the Year   | Never Say Never (mit Cole Swindell) | Nominiert |
| 2023 | Album of the Year           | Bell Bottom Country                 | Gewonnen  |
| 2023 | Entertainer of the Year     | Lainey Wilson                       | Gewonnen  |
| 2023 | Female Vocalist of the Year | Lainey Wilson                       | Gewonnen  |
| 2023 | Song of the Year            | Heart Like a Truck                  | Nominiert |
| 2023 | Single of the Year          | Heart Like a Truck                  | Nominiert |
| 2023 | Single of the Year          | Wait in the Truck (mit Hardy)       | Nominiert |
| 2023 | Music Video of the Year     | Wait in the Truck (mit Hardy)       | Gewonnen  |
| 2023 | Musical Event of the Year   | Wait in the Truck (mit Hardy)       | Gewonnen  |
| 2023 | Musical Event of the Year   | Save Me (mit Jelly Roll)            | Nominiert |
| 2024 | Entertainer of the Year     | Lainey Wilson                       | Nominiert |
| 2024 | Female Vocalist of the Year | Lainey Wilson                       | Gewonnen  |
| 2024 | Single of the Year          | Watermelon Moonshine                | Nominiert |
| 2024 | Music Video of the Year     | Wildflowers and Wild Horses         | Gewonnen  |

### Grammy Awards
Die Grammy Awards werden seit 1959 von der National Academy of Recording Arts and Sciences vergeben und gelten als der bedeutendste Musikpreis der Welt. Lainey Wilson wurde dreimal nominiert.
| Jahr | Kategorie                          | für                      | Resultat  |
| ---- | ---------------------------------- | ------------------------ | --------- |
| 2024 | Best Country Album                 | Bell Bottom Country      | Gewonnen  |
| 2024 | Best Country Duo/Group Performance | Save Me (mit Jelly Roll) | Nominiert |
| 2025 | Best Country Album                 | Whirlwind                | Nominiert |

### iHeartRadio Music Awards
Die iHeartRadio Music Awards werden seit 2014 vom US-amerikanischen Radiosender iHeartRadio vergeben. Lainey Wilson erhielt einen Preis bei vier Nominierungen.
| Jahr | Kategorie                  | für                 | Resultat  |
| ---- | -------------------------- | ------------------- | --------- |
| 2024 | Country Artist of the Year | Lainey Wilson       | Nominiert |
| 2024 | Country Song of the Year   | Heart Like a Truck  | Gewonnen  |
| 2025 | Country Artist of the Year | Lainey Wilson       | Nominiert |
| 2025 | Favorite on Screen         | Bell Bottom Country | Nominiert |

### People’s Choice Awards
Die People’s Choice Awards werden seit 1975 vergeben. Lainey Wilson erhielt einen Preis bei zwei Nominierungen.
| Jahr | Kategorie                         | für           | Resultat  |
| ---- | --------------------------------- | ------------- | --------- |
| 2024 | Female Artist of the Year         | Lainey Wilson | Nominiert |
| 2024 | Female Country Artist of the Year | Lainey Wilson | Gewonnen  |

### People’s Choice Country Awards
Die People’s Choice Country Awards werden seit 2023 vergeben. Lainey Wilson erhielt vier Auszeichnungen bei sieben Nominierungen.
| Jahr | Kategorie                      | für                           | Resultat  |
| ---- | ------------------------------ | ----------------------------- | --------- |
| 2023 | The Female Artist of 2023      | Lainey Wilson                 | Gewonnen  |
| 2023 | The Album of 2023              | Bell Bottom Country           | Nominiert |
| 2023 | The Music Video of 2023        | Wait in the Truck (mit Hardy) | Gewonnen  |
| 2023 | The Collaboration Song of 2023 | Save Me (mit Jelly Roll)      | Gewonnen  |
| 2024 | The People’s Artist of 2024    | Lainey Wilson                 | Nominiert |
| 2024 | The Female Artist of 2024      | Lainey Wilson                 | Gewonnen  |
| 2024 | The Female Song of 2024        | Hang Tight Honey              | Nominiert |